# 1342
1342 (MCCCXLII) fue un año común comenzado en martes del calendario juliano.

## Acontecimientos
- 22 de julio: en Europa sucede la "Inundación del Día de María Magdalena", la más grande registrada en ese continente (los niveles de agua superaron los de las inundaciones de 2002). Los ríos Rin, Mosela, Danubio, Elba y sus tributarios inundaron las ciudades de Colonia, Maguncia, Fráncfort del Meno, Wurzburgo, Ratisbona, Passau y Viena, que quedaron seriamente dañadas. También hubo muchos daños en la región de Carintia y el norte de Italia. Se desconoce el número de víctimas, pero solo en el área del río Danubio murieron 6000 personas. Los siguientes años habrá veranos fríos, que provocará la falta de alimentos en todo el continente. Seis años después se registrará la Peste negra, que matará a un tercio de la población de Europa.
- Clemente VI sucede a Benedicto XII como papa.
- Luis I de Hungría sucede a Carlos I Roberto de Hungría como Rey de Hungría.
- Luis de Sicilia sucede a Pedro II de Sicilia como rey de Sicilia.
- Sitio de Algeciras: Llegan a la ciudad de Algeciras las tropas del Reino de Castilla, de la Corona de Aragón y la República de Génova, junto a caballeros Cruzados europeos y con el apoyo del Rey de Inglaterra, de Francia y de la Santa Sede. Durante más de veinte meses de asedio los algecireños eran apoyados vía marítima por los meriníes de Gibraltar hasta que Alfonso XI decide poner un cerco marítimo consistente en cadenas y troncos desde la Isla Verde hasta la playa de los Ladrillos, este cerco impedía la entrada de cualquier embarcación a la ciudad. Hubieron de venir tropas de apoyo desde Granada ante la inminente caída de la ciudad. La coalición de granadinos y meriníes se encuentra con las tropas mandadas por Castilla en las proximidades del río Palmones venciendo Alfonso XI y obligando a capitular a la ciudad.

## Nacimientos
- Jeong Dojeon, erudito y político medieval coreano  († 1398).
- León VI de Armenia, soberano del reino armenio de Cilicia (o Armenia menor) de 1374 a 1393 († 1393).

## Fallecimientos
- Pedro II de Sicilia, rey de Sicilia durante 1321-1345 (* 1305).
- Luis I de Borbón, noble francés, nieto de Luis IX de Francia (* 1280).
- Pedro Fernández de Castro "el de la Guerra", señor de Lemos y Sarria. Nieto de Sancho IV de Castilla.
- Benedicto XII, papa.
- Sancho Alfonso de Castilla, hijo ilegítimo de Alfonso XI de Castilla y señor de Ledesma y Béjar.